# Etničke grupe Urdu
Etničke Urdu grupe u Indiji (populacija prema UN Country Population 2004.) su:
- Abdul...28,000
- Agaria...15,000
- Ansari...9,871,000
- Arab...1,400
- Arain...117,000
- Arora...100
- Atari...3,000
- Atishbaz...2,600
- Badhai...545,000
- Badhi...32,000
- Baghban...14,000
- Bagwan...100
- Bairagi...15,000
- Balahar...1,700
- Balai...100
- Bandhamati...100
- Bangali...800
- Banjara...139,000
- Bansphor...200
- Barad...10
- Bari...40
- Baria...700
- Barutgar...800
- Bazigar...5,600
- Bedar...2,500
- Beldar...11,000
- Bhand...29,000
- Bhangi...120,000
- Bharbhunja...58,000
- Bhat...202,000
- Bhathiara...160,000
- Bhisti...496,000
- Bhoi...10,000
- Biar...70
- Bisati...5,800
- Borewale...broj nepoznat
- Brahmanski Muslimani (Brahman Muslims) ...broj nepoznat.
- Chakketakare...20
- Chamar... 14,000
- Changar...2,200
- Chapparband...1,700
- Chhalapdar...300
- Chhimba...3,000
- Chhipa... 71,000
- Chik... 3,000
- Daroga... nepoznato.
- Darzi... 890,000
- Dharhi... 32,000
- Dhobi... 859,000
- Dholi... 4,900
- Dom... 171,000
- Faqir... 898,000
- Gadaria... 2,900
- Gaddi... 558,000
- Gandhi... 4,000
- Gantisayebulu... nepoznato
- Garoda... 700
- Ghasi... 400
- Ghirath... 100
- Ghosi... 143,000
- Gidhiya... 800
- Goriya... 14,000
- Gosain... 20
- Gujar... 405,000
- Halalkhor... 400
- Halwai... 155,000
- Hammal... 1,400
- Jat... 261,000
- Jatigar.. nepoznato
- Jhojha... 7,600
- Jogi... 87,000
- Kachera... 1,800
- Kachhi... 2,700. (drugi narod Kachhi Hindusi broje preko 5 milijuna)
- Kaghazi... 100
- Kaghzi... 500
- Kahar... 75,000
- Kalwar... 43,000
- Kanai... 53,000
- Kanera... nepoznato
- Kanjar... 13,000
- Kankali... nepoznato
- Kayastha... 100
- Khadim... 300
- Khatik... 26,000
- Konkanese... 700
- Kumhar... 60,000
- Kurmi... 100
- Laheri... 60,000
- Lodha... 2,900
- Lohar... 541,000. (Lohar Hindusi broje preko 8 milijuna)
- Lunia... 300
- Machhi... 24,000
- Mahtam... 400
- Mali... 12,000
- Manihar... 518,000
- Mawalud... 614,000
- Megh... nepoznato
- Merat... 255,000
- Mirasi... 35,000 (Mirasi Hindusi preko 145,000)
- Mochi... 61,000 (Mochi Hindusi preko 2 milijuna)
- Moghal... 1,501,000
- Mukeri... 27,000
- Murao... 54,000
- Nai... 1,749,000
- Naita... 47,000
- Nalband... 4,500
- Nanbai... 57,000
- Nargir... 1,100
- Nat... 125,000
- Navait... 95,000
- Pakhiwara... 40
- Pankhiya... 600
- (Južni) Pathan.... 11,496,000
- Patvekari... 400
- Patwa... 3,600
- Pawaria... 40,000
- Pindara... 63,000
- Pinjara... 3,122,000
- Qalaigar... 600
- Qarol... nepoznato
- Qassab... 981,000
- Qazi... 509,000
- Ramdasia.... 2,900
- Rangrez... 261,000
- Rasua... 900
- Rayeen... 876,000
- Sahisia... 7,700
- Saini... 18,000
- Sanhai... 400
- Santia... 60
- Saryara... 1,900
- Saun... 200
- Sayyid... 7,027,000
- Shaikh... 71,045,000
- Sikligar... 40,000
- Sonar... 24,000
- Sunnak... 200
- Taga... 170,000
- Takari... 400
- Tamboli... 128,000
- Tawaif... 106,000
- Teli... 1,601,000
- Thakuria... 9,300
- Thathera... 3,400
- Tirgar... 500
- Ulema... 3,200
- Vaddar... 3,600
- Yadava... 6,900 (Yadava Hindusi broje preko 53 milijuna)